# Shrek!
Shrek! és un llibre infantil publicat el 1990 per l'escriptor i dibuixant de llibres estatunidenc William Steig, sobre una criatura repugnant i monstruosa verda que surt de casa per veure el món i acaba salvant una princesa. El nom "Shrek" és la romanització de la paraula en ídix שרעק, que correspon a l'alemany Schreck i que significa "por" o "ensurt". El llibre va rebre els premis Publishers Weekly Best Children's Books of the Year i School Library Journal Best Books of the Year. També ha estat traduït al català.
El llibre va servir de base per a la primera pel·lícula de Shrek i la popular sèrie de pel·lícules de Shrek més d'una dècada després de la seva publicació.

## Argument
Shrek és un monstre repugnant, de pell verda, amb alè de foc, aparentment indestructible i que gaudeix provocant misèria amb la seva repulsió. Després que els seus pares decideixen que ha arribat a la majoria d'edat, és expulsat del pantà on viu. Shrek es troba amb una bruixa, que, a canvi dels seus rars exemplars de polls, llegeix la seva fortuna: amb les paraules màgiques "Strudel de poma", coneixerà un ase que el portarà a un castell, on lluitarà contra un cavaller i es casarà amb una princesa encara més lletja que ell.
Durant la seva aventura, emocionat, Shrek es troba amb un camperol a qui li furta un faisà i se'l menja, lluita contra una tempesta menjant-se el seu llamp més ferotge i fa caure un drac amb el seu alè de foc. Tanmateix, el desconcerta un somni en què es troba impotent en ser abraçat i besat per una multitud d'infants. En despertar, coneix l'ase, que el porta amb l'excèntric cavaller del Castell Boig.
El cavaller s'ofèn quan Shrek intenta entrar al castell i l'ataca, així que Shrek respon amb una explosió de foc que l'envia a la fossa del castell. Quan hi entra, Shrek queda terroritzat quan sembla estar envoltat d'un exèrcit de criatures horribles, però recupera el coratge quan descobreix que es troba a la sala dels miralls. Finalment coneix la princesa; impulsats per la seva lletjor compartida, es casen i viuen "horriblement per sempre, espantant tots els que se'ls aproparen".

## Origen
William Steig va crear Shrek! 1990 amb 83 anys. El seu fill, el flautista de jazz Jeremy Steig, li parlar dels avantatges de la improvisació, motiu pel qual va fer els dibuixos directament amb tinta xinesa i acolorits amb aquarel·les sense esbós. Amb açò li va donar un estil infantil que va augmentar fent dibuixos individuals amb els ulls tancats o amb la mà esquerra. Mitjançant aquesta tècnica, l'estil s'aproxima als dibuixos dels nens per animar-los a crear a través d'aquesta aparent “senzillesa”.

## Adaptació
Steven Spielberg va adquirir els drets del llibre el 1991, planejant produir una pel·lícula d'animació basada en ell. No obstant això, al voltant de l'època en què es va fundar DreamWorks, el productor John H. Williams va portar el llibre a l'estudi d'animació i el seu fundador Jeffrey Katzenberg es va interessar pel concepte. Com a resultat, DreamWorks va acabar adquirint els drets del llibre el 1995 i Katzenberg va posar ràpidament la pel·lícula en desenvolupament.
Shrek es va estrenar el 18 de maig de 2001. La pel·lícula va ser un èxit de crítica i comercial i va guanyar el premi Oscar a la millor pel·lícula d'animació. El van seguir tres seqüeles: Shrek 2 (2004), Shrek Tercer (2007) i Shrek feliços per sempre (2010). I el 2026 se estrenara una quinta entrega.
La primera pel·lícula es va adaptar a un musical de Broadway anomenat Shrek The Musical l'any 2008.
Les sèries de pel·lícules de Shrek inclouen les ofertes especials de vacances Shrek the Halls (novembre de 2007) i Scared Shrekless (octubre de 2010); una adaptació musical (2008); i la pel·lícula El gat amb botes (octubre de 2011) i El gat amb botes: l'últim desig (decembre de 2022), un spin-off d'aquest personatge de la franquícia.